# Björkby järnvägsstation

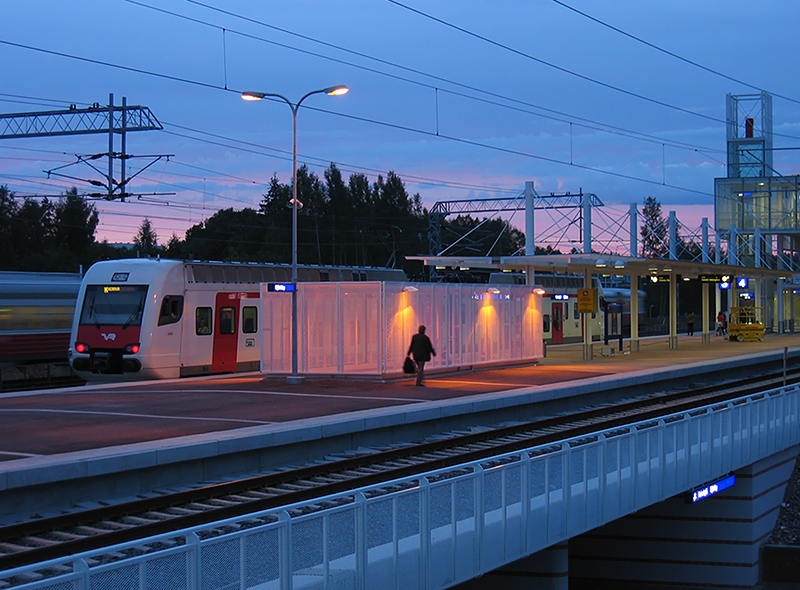
Björkby järnvägsstation i Vanda

Björkby järnvägsstation (Kvy, finska Koivukylän rautatieasema) är en järnvägsstation i Vanda i stadsdelen Björkby. Den ligger 
på Kervo stadsbana mellan stationerna Sandkulla och Räckhals. Avståndet från Helsingfors centralstation är cirka 19 kilometer. Vid stationen stannar närtrafikens tåg K (Helsingfors-Kervo) och T (Helsingfors-Riihimäki).